# Geocentrophora
Geocentrophora és un gènere de lecitoepiteliat prorínquid que es caracteritza per tenir fol·lícles testiculars en parells al llarg del cos, un aparell de l'estilet i granulorum vesicular pròxims, i l'estilet corbat per la part proximal cap a la dreta i sense veina especial.

## Taxonomia
Algunes de les espècies conegudes de Geocentrophora són:
- Geocentrophora applanata
- Geocentrophora baltica
- Geocentrophora marcusi
- Geocentrophora sphyrocephala
- Geocentrophora wagini